# مری والش
مری والش (انگلیسی: Mary Walsh؛ زادهٔ ۱۳ مهٔ ۱۹۵۲) یک هنرپیشه، کمدین، کُنشگر مدنی و فیلم‌نامه‌نویس اهل کانادا است.
وی تباری ایرلندی دارد و دانش‌آموختهٔ رشتهٔ تئاتر در دانشگاه رایرسون است.
او که مبتلا به دژنراسیون وابسته‌به‌سن ماکولا بوده، اینک سخنگوی سازمان ملی نابینایان کانادا است. مری والش به‌واسطهٔ فعالیت‌های مدنی‌اش از دو دانشگاه ترنت و دانشگاه مک‌گیل دکترای افتخاری دریافت داشت و تا کنون ۱۸ مرتبه برندهٔ جایزه جمینای شد.
از فیلم‌ها یا مجموعه‌های تلویزیونی که وی در آن‌ها نقش داشته‌است می‌توان به هیولای کمد اشاره نمود.